# 长筒石蒜
长筒石蒜（学名：Lycoris longituba）为石蒜科石蒜属的植物，是中国的特有植物。分布在中国大陆的江苏等地，一般生长在山坡，目前尚未由人工引种栽培。

## 种下等级
- Lycoris longituba Y. Hsu et Q. J. Fan var. flava Y. Hsu ex X. L. Huang